# Seznam zaragozských biskupů a arcibiskupů

## Zaragozští biskupové
- Sv. Atanasio (39–59)
- Sv. Theodor (ca. 66)
- Epicteto (ca. 105)
- Felix (ca. 256)
- Valerius I. (ca. 277)
- Valerius II. (290–315)
- Valerius III. (324)
- Clemens (326)
- Casto (343)
- Valerius IV. (380)
- Vicente I. (516)
- Johannes I. (540–546)
- Simplicius (589–592)
- Maximus (592–619)
- Johannes II. (620–631)
- Sv. Braulio (631–651)
- Tajón (Tago) (651–664)
- Valderedo (683–701)
- Senior (839–863)
- Heleca (864–902)
- sede vacante
- Paterno (1040–1077)
- Julián (1077–1110)
- Vicente II. (1111)
- Pedro (1112)
- Bernardo I. (1113)
- Pedro de Librana (1116–1128)
- Esteban (1128–1130)
- García Guerra de Majones (1130–1137)
- Guillermo (1137)
- Bernardo II. (1138–1152)
- Pedro Tarroja (1152–1184)
- Ramón de Castellazuelo (1185–1199)
- Rodrigo de Rocabertí (1200)
- Ramón de Castrocol (1201–1216)
- Sancho de Ahones (1216–1236)
- Bernardo de Monteagudo (1236-1239)
- Vicente de Aragón (1240–1244)
- Rodrigo de Ahones (1244-1248)
- Arnaldo de Peralta (1248–1271)
- Sancho de Peralta (1271–1272)
- Pedro Garcés de Jaunas (1272–1280)
- Fortún de Bergua (1282–1289)
- Hugo de Mataplana (1289–1286)
- Jimeno de Luna (vor 1296–1317)

## Zaragozští arcibiskupové
- Pedro López de Luna (1317–1345) (od 1318 arcibiskup)
- Pierre de La Jugie (1345–1347)
- Guillaume d’Aigrefeuille l’Ancien (1347–1350)
- Lope Fernández de Luna (1351-1380)
- García Fernández de Heredia (1383–1411)
- Francisco Clemente Pérez Capera (1415–1419) (poprvé)
- Alfonso de Argüello (1419–1429)
- Francisco Clemente Pérez Capera (1429–1430) (podruhé)
- Dalmacio de Mur y de Cervelló (1431–1456)
- Juan de Aragón (1458–1475)
- Ausias de Puggio (1474–1478)
- Alonso de Aragón (1478–1512)
- Juan de Aragón II. (1520–1530)
- Fadrique de Portugal Noreña, O.S.B. (1532–1539)
- Hernando de Aragón, O. Cist. (1539–1575)
- Bernardo de Fresneda, O.F.M. (1577–1577)
- Andrés Santos de Sampedro (1578–1585)
- Andrés Cabrera Bobadilla (1586–1592)
- Alfonso Gregorio (1593–1602)
- Tomás de Borja (1603–1610)
- Pedro Manrique, O.S.A. (1611–1615)
- Pedro González de Mendoza, O.F.M. (1616–1623)
- Juan Martínez de Peralta, O.S.H. (1624–1629)
- Martín Terrer Valenzuela, O.S.A. (1630–1631)
- Juan Guzmán, O.F.M. (1633–1634)
- Pedro Apaolaza Ramírez, O.S.B. (1635–1643)
- Juan Cebrián Pedro, O. de M. (1644–1662)
- Francisco Gamboa (1663–1674)
- Diego de Castrillo (1676–1686)
- Antonio Ibáñez de la Riva Herrera (1687–1710)
- Manuel Pérez Araciel y Rada (1714–1726)
- Tomás Crespo Agüero (1727–1742)
- Francisco Ignacio Añoa Busto (1742–1746)
- Luis García Mañero (1764–1767)
- Juan Sáenz de Bururaga (1768–1777)
- Bernardo Velarde Velarde (1779–1782)
- Agustín Lezo Palomeque (1783–1796)
- Joaquín Company Soler, O.F.M. (1797–1800)
- Ramón José de Arce (1801–1816)
- Manuel Vicente Martínez Jiménez (1816–1823)
- Bernardo Francés Caballero (1824–1843)
- Manuel María Gómez de las Rivas (1847–1858)
- Manuel García Gil, O.P. (1858–1881)
- Francisco de Paula Benavides y Navarrete, O.S. (1881–1895)
- Vicente Alda y Sancho (1895–1901)
- kardinál Antonio María Cascajares y Azara (1901–1901)
- kardinál Juan Soldevila y Romero (1901–1923)
- Rigoberto Domenech y Valls (1924–1955)
- Casimiro Morcillo González (1955–1964)
- Pedro Cantero Cuadrado (1964–1977)
- Elías Yanes Álvarez (1977–2005)
- Manuel Ureña Pastor (2005–2014)
- Vicente Jiménez Zamora (od 2014)